# Halldór Ásgrímsson
En aquest nom islandès, el darrer nom és un patronímic, no pas un cognom. La manera de referir-se a aquesta persona és pel nom de pila.
Halldór Ásgrímsson (Vopnafjörður, 8 de setembre de 1947-Reykjavík, 18 de maig de 2015) va ser un polític islandès que va ser primer ministre del seu país.

## Biografia
Líder del Partit Progressista des de 1994, es va fer amb la victòria en les últimes eleccions celebrades al país el 15 de setembre de 2004 davant el candidat del Partit de la Independència, Davíð Oddsson (que havia ocupat el lloc durant tretze anys).
Halldór havia estat triat pel districte electoral oriental per l'Alþingi de 1974 a 1978, i pel districte del nord de Reykjavík entre 1979 i 2003. Durant aquests anys, ha ocupat diverses carteres ministerials als successius governs del país. Va ser ministre de Pesca entre 1983 i 1991, de Justícia i Assumptes Eclesiàstics entre 1988 i 1989, per a la Cooperació Nòrdica entre 1985 i 1987 i després una altra vegada entre 1995 i 1999, i d'Afers Exteriors entre 1995 i 2004.
Va ser així mateix secretari general de Consell Nòrdic de Ministres entre 2007 i 2015 i és Membre Honorari de la Fundació Internacional Raoul Wallenberg.